# Hiltrud Breyer
Hiltrud Breyer (ur. 22 sierpnia 1957 w Saarbrücken) – niemiecka polityk, posłanka do Parlamentu Europejskiego III, IV, V, VI i VII kadencji, działaczka partii Zielonych.

## Życiorys
Kilka lat pracowała jako przedszkolanka, studiowała następnie nauki polityczne na Uniwersytecie Kraju Saary i Wolnym Uniwersytecie Berlina. W 1979 znalazła się wśród założycieli niemieckich Zielonych, pełniła funkcję rzecznika tego ugrupowania w Kraju Saary. Była też radną gminy Mandelbachtal.
W wyborach w 1989, 1994, 1999 i 2004 uzyskiwała mandat posłanki do Parlamentu Europejskiego. Zasiadała w grupie Zielonych i Wolnego Sojuszu Europejskiego, pracowała m.in. w Komisji Ochrony Środowiska Naturalnego, Zdrowia Publicznego i Bezpieczeństwa Żywności oraz w Komisji Praw Kobiet i Równouprawnienia. W 2009 nie uzyskała reelekcji, mandat eurodeputowanej VII kadencji objęła jednak w 2013.
Odznaczona Orderem Zasługi Republiki Federalnej Niemiec.